# NaBan Éditions
naBan Éditions est une maison d'édition française créée en 2019 et spécialisée dans l'édition de manga. Sa direction éditoriale est assurée par Christophe Geldron, anciennement directeur de collection chez Black Box et spécialiste du manga.

## Historique
Lorsqu'en 2019 Christophe Geldron quitte Black Box, maison d'édition spécialisée dans le manga dont il était le cofondateur, il souhaite continuer à éditer du manga tout en étant totalement maître de ses choix artistiques et éditoriaux car, en plus d'être son métier, le manga est une vraie passion pour lui. C'est ainsi qu'en quelques mois, il crée naBan, une maison d'édition indépendante.
Dans une interview accordée à AnimeLand, la maison d'édition explique l'origine du nom naBan : 
« naBan, c’est d’abord un mot, Naban-jin, ancien terme japonais péjoratif signifiant barbare du Sud et désignant les étrangers débarquant par le sud du pays : Coréens, Philippins… et par extension les navigateurs portugais. Arrivés au XVIe siècle, sous l’influence des icônes et peintures religieuses apportées par ces navigateurs, est né l’art Nanban. Le principe était de représenter un instantané de la vie quotidienne ou bourgeoise du Japon sur des paravents, souvent par paire. Ces peintures étaient méthodiquement et finement travaillées, dans une sorte de provocation face aux marchands portugais que les Japonais considéraient comme grossiers. »
C'est en août 2019 que naBan annonce son premier titre, par le biais de son compte Twitter : Demande à Modigliani ! (モディリアーニにお願い, Modigliani ni Onegai), un manga de Ikue Aizawa publié depuis 2016 par les éditions Shōgakukan dans le magazine Big Comics Zōkan. Le premier tome sort en France le 8 novembre 2019. Ce titre, une tranche de vie calme et poétique à l'atmosphère contemplative, est resté relativement confidentiel.
En février 2020, naBan réédite la série de manga en quatre tomes Old Boy qui a inspiré le film coréen Old Boy, honoré à Cannes. Précédemment éditée en France par Kabuto en 2005, la série, composée alors de huit volumes, n'était plus commercialisée. C'est cette fois-ci un succès pour la maison d'édition.

## Ligne éditoriale
naBan a pour volonté d'éditer des titres inédits, issus d'éditeurs japonais moins connus et peu publiés en France .
Sur son compte Twitter, la maison d'édition affirme avoir « pour objectif [de] proposer des titres récents ou issus du patrimoine de la bande dessinée japonaise, sur des thèmes aussi variés que la tranche de vie, l’aventure, le fantastique… en restant accessible à un large public ».
naBan annonce également avoir « la volonté [...] de créer des ponts entre les diverses générations, en proposant des œuvres aux sujets accessibles capables de rassembler autour de thèmes forts plutôt qu’autour d’une catégorie d’âge ou de genre ». 

## Catalogue
Dernière mise à jour en mars 2024.
| Titre                                                                  | Auteur(s)                                     | Année de publication au Japon | Année de publication en France | Statut   | Nombre de volumes |
| ---------------------------------------------------------------------- | --------------------------------------------- | ----------------------------- | ------------------------------ | -------- | ----------------- |
| Demande à Modigliani!                                                  | Ikue Aizawa                                   | 2016                          | 2019                           | Terminé  | 5                 |
| Old Boy                                                                | Garon Tsuchiya - Nobuaki Minegishi            | 1997                          | 2020                           | Terminé  | 4                 |
| 17 ans, Une chronique du mal                                           | Yôji Kamata - Seiji Fujii                     | 2004                          | 2020                           | Terminé  | 4                 |
| Give My Regards to Black Jack                                          | Shuho Satô                                    | 2002                          | 2021                           | Terminé  | 13                |
| Destination Terra                                                      | Keiko Takemiya                                | 1977                          | 2021                           | Terminé  | 3                 |
| Millenium Darling                                                      | Midori Iwasawa                                | 2021                          | 2022                           | En cours | 2                 |
| Bosse ou crève!                                                        | Akira Rei/ Gi So Ryeong                       | 2016                          | 2023                           | Terminé  | 6                 |
| Bienvenue au café des chats                                            | Ikue Aizawa                                   | 2019                          | 2023                           | Terminé  | 1                 |
| Au bain, les Yankees!                                                  | Hiromasa Okujima                              | 2020                          | 2023                           | Terminé  | 3                 |
| Mazarian                                                               | Sakumo Okada                                  | 2016                          | 2023                           | Terminé  | 3                 |
| Arion                                                                  | Yoshikazu Yazuhiko                            | 1979                          | 2023                           | Terminé  | 3                 |
| L'Aigle écarlate et le Yéti - Vie de chasseurs dans les terres du Nord | Mashimesa Emoto - Akaneko - Shikayo Shirakaba | 2018                          | 2024                           | En cours | 2                 |